# Fascia da braccio "Metz 1944"
La fascia da braccio "Metz 1944" (in tedesco Ärmelband "Metz 1944") fu una decorazione militare del Terzo Reich, concessa ai militari tedeschi che avessero preso parte alla Battaglia di Metz tra il 27 agosto e il 13 dicembre 1944.

## Inquadramento storico

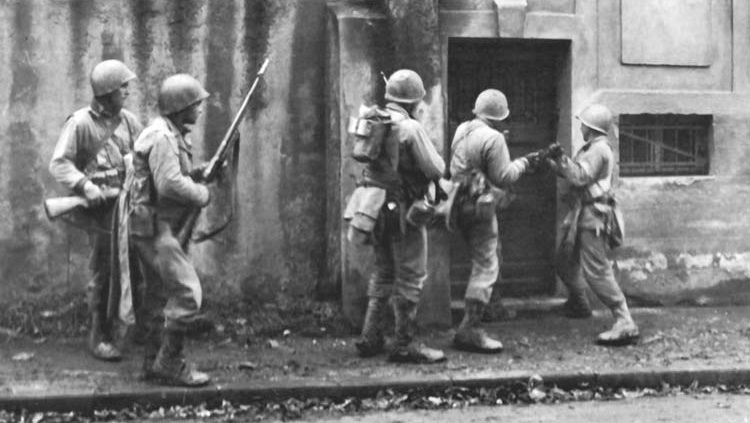
Soldati della 5ª divisione fanteria USA ispezionano le case di Metz il 19 novembre 1944

Dopo la sbarco in Normandia gli Alleati cominciarono ad avanzare in Francia, creando una testa di ponte in Normandia. In questo contesto Metz acquistò sempre più importanza per tedeschi, che nell'agosto 1944 avevano impostato una linea difensiva che fermò la 3ª armata statunitense determinando una pausa nei combattimenti. Agli inizi del settembre 1944, quando la 3ª armata di George Smith Patton raggiunse Verdun, le difese della Linea Sigfrido vennero affidate alla 1ª Armata del General der Panzertruppe Otto von Knobelsdorff.
Gli statunitensi del XX Corpo d'Armata entrarono in contatto con elementi della 17. SS-Panzergrenadier-Division "Götz von Berlichingen" e successivamente lanciarono un attacco su Metz, condotto dalla 5ª divisione fanteria, che si rivelò inutile. Dopo che il XX Corpo d'Armate creò una testa di ponte sulla Mosella, il XII Corpo d'armate statunitense sferrò un nuovo attacco, ma venne respinto dai tedeschi. Il 3 novembre gli statunitensi riuscirono ad occupare le difese esterne della città ed il 17 avevano isolato gran parte dei tedeschi, costringendo la Wehrmacht ad una progressiva ritirata. Il giorno seguente entrarono in città e anche se le ostilità terminarono il 22, i tedeschi rimasti isolati continuarono a resistere.
Anche se la Wehrmacht fu sconfitta dalla battaglia di Metz, guadagnò ugualmente tempo fermando l'avanzata della 3ª armata statunitense per tre mesi, dando modo ad un gran numero di soldati di arretrare oltre il Saar impostando nuove difese.

## Il conferimento della fascia
In memoria dell'eroica difesa della città, fu istituita questa onorificenza il 24 ottobre 1944 dal feldmaresciallo Wilhelm Keitel, capo dell'Oberkommando der Wehrmacht e veniva conferita dal generalmajor Joachim von Siegroth.
La fascia veniva conferita a coloro che tra il 27 agosto e il 25 settembre 1944 avessero prestato servizio nella Wehrmacht o nelle Waffen-SS e soddisfavano le seguenti categorie:
1. Chi ha prestato servizio nel Kampfgruppe Siegroth con servizio onorevole di almeno sette giorni o in alternativa con ferimento,
2. A tutti gli ufficiali, dipendenti pubblici, sottufficiali e soldati della Scuola VI per cadetti della Scuola di Fanteria di Metz (personale docente e permanente nonché studenti) durante il loro servizio presso la scuola.[1][2]

## Descrizione
La fascia di circa 3 cm di larghezza e 45 di lunghezza era di colore nero con il bordo e l'iscrizione "Metz 1944" in argento. La fascia poteva essere indossata su tutte le uniformi della Wehrmacht, delle Waffen-SS e del Partito, sull'avambraccio sinistro, circa 8-15 cm sopra il bordo inferiore della manica dell'uniforme.